# Ц - поп (Кинеска популарна музика)
Ц-поп је скраћеница за кинеску популарну музику (традиционални карактери:  漢語 流行 音樂; поједностављени карактери: 汉语 流行 音乐; пинјин: hànyǔ liúxíng yīnyuè) је слабо одређен музички жанр уметника пореклом из региона Велике Кине. Ово укључује земље у којима делови становништва користе кинески језик, као што су Тајван, Сингапур и Малезија. Ц-поп се користи као термин који не покрива само кинески поп, већ и Р&Б, баладе, кинески рок, кинески хип хоп и кинеску амбијенталну музику, иако се кинески рок разишао током 1990-их.
Тренутно постоје три главне подгрупе: Канто-поп, Мандо-поп и Хокиен-поп, под јаким утицајем јапанске енке.
Кинеска популарна музика је у почетку била средство за културну револуцију и маоистичке идеологије; међутим, током опсежних политичких и културних промена у земљи у последњих 50 година, изгубио је велики политички значај; и сада веома подсећа на стилове к-поп и ј-поп, из Јужне Кореје и Јапана.

## Историја
Термин shidaiqu (значења "музика ере" или "популарна музика") користи се за описивање свих различитих врста музике певане на мандаринском и другим кинеским дијалектима снимљене у Кини од 1920. до 1952. године, затим у Хонг Конгу до 1960-их. Шангај је био главно средиште кинеске индустрије снимања популарне музике, а важно име тог периода је композитор Ли Ђинхуи. Бак Клејтон је заслужан за уношење америчког џез утицаја у Кину, а музика је постала популарна у ноћним клубовима и плесним салама великих градова 1920-их. Бројне приватне радио станице од касних 1920-их до 1950-их пуштале су Ц-поп. Око 1927. године, Ли Ђинхуи је компоновао "The Drizzle" ("毛毛雨") коју је певала његова ћерка Ли Мингхуи (黎明暉), и ова песма се генерално сматра првом кинеском поп песмом. Спаја џез и кинеску народну музику – мелодија је у стилу традиционалне пентатоничне народне мелодије, али инструментација је слична оној у америчком џез оркестру.
Отприлике у време јапанске инвазије на Манџурију и Кинеског грађанског рата, на поп музику се гледало као на левичарску неометану дистракцију. После Другог кинеско-јапанског рата и Другог светског рата, Ц-поп се пласирао на тржиште, производио и брендирао регионално. Комунистичка партија Кине је 1949. основала Народну Републику Кину. Једна од њених првих акција била је означавање жанра „Жута музика“ (боја је повезана са порнографијом). Шангајска поп музика је затим однела поп музику у Хонг Конг и 1970-их је развила канто-поп. Куоминтанг, који се преселио на Тајван, обесхрабрио је употребу изворног тајванског хокиен дијалекта од 1950-их до касних 1980-их. Као резултат тога, мандо-поп је постао доминантан музички жанр на Тајвану.
2000. године основан је EolAsia.com као први онлајн Ц-поп музички портал у Хонг Конгу. Компанија је преживела dot-com bubble и понудила онлајн легално преузимање музике у фебруару 2005, уз подршку EMI, Warner Music и Sony BMG. Пре свега циља на потрошаче у Хонг Конгу и Макау: за куповину неких песама су потребне хонгконшке личне карте.
У августу 2008. Норман Цхеунг, отац певача из Хонг Конга Роналда Цхенга, преузео је преостали део EMI Music Asia када се EMI, који је ушао у Кину почетком 20. века, повукао са кинеског тржишта. Typhoon Music је купила за око 100 милиона ХК долара. 
У фебруару 2008. године, локалне индустријске групе тужиле су водећи претраживач у континенталној Кини Baidu.com због омогућавања слушања, емитовања и преузимања музике без одобрења. Пиратство и даље постоји у Кини, али је Гугл од тада најавио споразум о сарадњи који нуди бесплатно слушање и оригиналне копије музике. Top100.cn су основали кошаркашка звезда Јао Минг, агент Џанг Мингђи и музички инсајдер Чен Ге улагањем од 20 милиона јуана. Google mp3 је постао доступан у марту 2009. Будућност Ц-попа у континенталној Кини полако се појављује. Међутим, забрана кинеске владе веома популарне емисије Super Girl на годину дана 2008. и 2012. и даље је веома контроверзна за тржиште континенталне Кине.
У раним годинама модерне континенталне Кине, нагласак на колективистичким и партијским вредностима, углавном би постављао тему за музику која је настала. Кинези су званично одобрили музичке школе, подучавање популарне музике обично укључује хваљење кинеске националне културе кроз текстове песама који одражавају званичну оријентацију НР Кине. Начин на који се популарна музика предаје у школском систему везан је за кинеске патриотске стихове и традиционалну кинеску културу. Образовна политика је под великим утицајем владе, а "... кинеска влада и даље користи традиционалну кинеску културу и вредности како би побољшала свој легитимитет и консолидовала свој ауторитет"
После Културне револуције која је изоловала Кину од остатка света више од деценије, земља се отворила, посебно под вођством премијера Денга. Глобални економски развој нудио је разне могућности за кинеске бизнисмене, а отварање региона источне обале према спољним економским интересима послужило је за значајно подстицање међукултуралне размене између Кине и других нација, укључујући Сједињене Америчке Државе. Глобализација и придруживање Кине Светској трговинској организацији, са импликацијама корака да се институције унутар земље учине компатибилнијим са онима у остатку света, и пораст међународне трговине допринели су не само повећању економске активности, већ и друштвеног изложеност страним културним стандардима. Иако је нова отвореност утицала на односе са широким спектром страних земаља, Сједињене Америчке Државе су биле посебно важне јер су биле главни трговински партнер, а глобализација је помогла обема нацијама да развију здрав однос за будући раст. 
Отвореност за трговину и друге размене са Сједињеним Америчким Државама, укључујући све већи број кинеских студената који траже пријем у образовне установе у САД, олакшало је упознавање са америчком популарном музиком. Иако ово није било прво излагање страној музици за Кину, јер је постојала све већа свест о јединственом бренду популарне музике под утицајем запада у Хонг Конгу, познатој као Канто-поп, утицајима америчког рока и афроамеричког бунтовног хип хопа, и реп музика је несумњиво била много више прихваћена од стране кинеске омладине у поређењу са генерацијом њихових родитеља. Данас, певачи из континенталног дела Кине као што је Хуа Чењу, једна од најутицајнијих младих поп-рок певачица у Кини данас, распродали су концерт на олимпијском стадиону за два минута и 58 секунди, демонстрирајући домаћу кинеску поп музику. Глобализација популарне музике утицала је на друге источноазијске земље, посебно Кореју и Јапан, а то је заузврат утицало на развој догађаја у Кини, пошто се „излети поп културе између (те) три земље” сматрају значајним

## Жанрови
| Жанр                     | Поджанр                      | Локација                                       |
| ------------------------ | ---------------------------- | ---------------------------------------------- |
| Кинеска популарна музика | Кантонска популарна музика   | Хонг Конг, Макао, Гуангдонг, Малезија          |
| Кинеска популарна музика | Мандаринска популарна музика | Континентална Кина, Тајван, Сингапур, Малезија |
| Кинеска популарна музика | Тајванска популарна музика   | Тајван, Фуџијан, Малезија                      |